# 庄司幸助
庄司 幸助（しょうじ こうすけ、1918年3月31日 - 2011年5月15日）は、日本の政治家、自然保護活動家。衆議院議員（日本共産党公認）を通算2期務めた。日本共産党名誉幹部会顧問。財団法人政治経済研究所森林政策研究室主任研究員。

## 来歴
宮城県仙台市宮城野区出身。東北帝国大学法文学部を経て、1947年から1972年まで日本共産党の宮城県議会議員を務める。
第33回衆院選に宮城1区から出馬し初当選を果たす。再選を目指した1976年の衆院選に立候補し次々点に終わるが、1979年の衆院選で2期目の当選。以後1980年、1983年、1986年の各衆院選に挑むも何れも当選には至らなかった。
宮城県議在任中の1970年頃からブナ問題に関心を寄せ、政界引退後も仙台のブナ林と水・自然を守る会常任代表、日本の森と自然を守る全国連絡協議会常任世話人を務めるなどして里山の保全に力を入れていた。
2011年5月15日、肺炎のため仙台市の病院で死去。93歳没。

## 主著
- とろろの心 - 庄司幸助随想集（ひかり書房、1976年）
- わが宮城野 - 続とろろの心 庄司幸助随想集（宮城県日本共産党後援会、1982年10月）
- ブナが消える - 四季の自然林を歩く（新日本出版社、1989年3月）

## 脚註
1. ↑  時事ドットコム：庄司幸助氏死去（元共産党衆院議員） 2011年5月16日閲覧